# Route 94 (Terre-Neuve-et-Labrador)
Pour les articles homonymes, voir Route 94.
La route 94 est une route tertiaire de la province de Terre-Neuve-et-Labrador, située dans l'est de l'île de Terre-Neuve, sur la péninsule d'Avalon. Elle est plus précisément située dans le centre-ouest de la péninsule. Elle est une route très faiblement empruntée. La limite de vitesse sur cette route est de 60 km/h. De plus, elle est nommée Admiral's Beach Rd., mesure 18 kilomètres, et est une route asphaltée sur l'entièreté de son tracé.

## Tracé
La 94 débute sur la route principale de la région, la route 90, à Saint-Joseph's, 45 kilomètres au sud-ouest d'Holyrood. Elle suit le bras de mer Salmonier sur 2 kilomètres, puis elle tourne vers le sud-ouest, suivant la baie Saint-Mary's. Elle aboutit sur un cul-de-sac à Admiral's Beach.

## Communautés traversées
- Saint-Joseph's
- O'Donnells
- Admiral's Beach